# Гипподамия (дочь Эномая)
Гипподамия (др.-греч. Ἱπποδάμεια) — персонаж древнегреческой мифологии, дочь царя Писы Эномая. Отец вызывал всех её женихов на состязание и убивал. Пелоп благодаря хитрости победил Эномая, и Гипподамия стала его женой. В этом браке она родила множество детей. Двух сыновей, Атрея и Фиеста, Гипподамия подтолкнула к убийству их единокровного брата Хрисиппа и из-за этого либо была вынуждена покончить с собой, либо умерла в изгнании.

## В мифологии
Гипподамия была дочерью Эномая, сына Ареса и царя Писы в Элиде. Её матерью разные источники называют плеяду Стеропу, дочь царя Аргоса Акрисия Эварету или данаиду Эврифою. Гипподамия была очень красива, но отец всячески препятствовал её замужеству: по одной версии мифа, Эномаю было предсказано, что он погибнет по вине зятя, по другой, он испытывал кровосмесительную страсть к дочери, а та отвергла его либо ответила взаимностью. Чтобы помешать Гипподамии выйти замуж, Эномай пообещал отдать её тому, кто победит его в гонке на колесницах. Благодаря быстрым коням он без труда догонял каждого претендента и убивал.
Так продолжалось, пока к царевне не посватался приехавший с Востока Пелоп. Этот герой смог договориться с возницей Эномая Миртилом, пообещав ему половину царства и ночь с Гипподамией (Миртил был в неё влюблён). Сама царевна уговорила возницу согласиться, поскольку её пленила красота Пелопа. Перед состязанием металлическая чека в колеснице Эномая была заменена на восковую, и царь из-за этого разбился насмерть, так что Гипподамия досталась Пелопу. Последний не захотел делиться царством и женой: он сбросил Миртила в море. По альтернативным версиям, уговора не было, и Миртил просто попытался изнасиловать Гипподамию либо был убит по её просьбе как виновник гибели её отца. Перед смертью Миртил успел проклясть и Пелопа, и его потомство. Таким образом, в том числе из-за Гипподамии появилось «проклятие Пелопидов».
В браке с Пелопом Гипподамия родила множество детей. Пиндар называет имена Атрея, Фиеста, Алкафоя, Питфея, Плисфена и Хрисиппа; у автора схолий к Еврипиду это Атрей, Фиест, Диант, Киносур, Коринфий, Гиппалким, Гиппас, Клеон, Аргей, Алкафой, Гелей, Питфей и Трезен. Источники упоминают также дочерей — Никиппу и Лисидику. Версия Пиндара относительно Хрисиппа не соответствует данным остальных источников, согласно которым это был сын Пелопа от нимфы Аксиохи. Отец любил Хрисиппа больше, чем остальных сыновей, и поэтому Атрей и Фиест по наущению матери убили единокровного брата. После этого Гипподамии пришлось вместе с сыновьями бежать от гнева Пелопа в город Мидея в Арголиде; по другой версии, она была вынуждена покончить с собой.

## Память
В историческую эпоху считалось, что элейцы перенесли останки Гипподамии в Олимпию. Там ей был посвящён участок под названием Гипподамеон, где женщины раз в год приносили жертвы. Изображение Гипподамии, собирающейся надеть на Пелопа повязку как награду за победу, стояло на гипподроме в Олимпии у одного из поворотных камней. В храме Геры в том же городе хранилось игрушечное ложе, украшенное слоновой костью, которое, как считалось, когда-то принадлежало жене Пелопа.
Перу Софокла принадлежала трагедия «Гипподамия», в которой шла речь об убийстве Хрисиппа. Пьесы под названием «Хрисипп» создали Еврипид, Диоген, Ликофрон (трагедии), Страттид (комедия). О сватовстве Пелопа рассказывали трагедии «Эномай» Софокла, Еврипида и Луция Акция, комедии «Эномай, или Пелоп» Антифана, Эвбула и Тимохара. Гипподамию и Пелопа нередко изображали античные художники.
В честь Гипподамии назван астероид, открытый в 1901 году.